# Willard (1971)
Willard ist ein US-amerikanischer Horrorfilm des Regisseurs Daniel Mann aus dem Jahr 1971. Er basiert auf Stephen Gilberts Romanvorlage Willard oder Aufstand der Ratten (im Original Ratman’s Notebooks) und ist der erste Horrorfilm, in dem Ratten eine tragende Rolle spielen. Er ist dem Subgenre Tierhorror zuzuordnen.

## Handlung
Willard Stiles ist ein höflicher, aber einsamer und kontaktarmer junger Mann, der allein mit seiner launischen und bettlägerigen Mutter Henrietta Stiles in einer alten und heruntergekommenen Villa lebt. Auch beruflich ist Willard unzufrieden, so muss er für Al Martin arbeiten, der ihn ständig schikaniert und Jahre zuvor die Firma seines Vaters übernommen hatte. Nur aufgrund eines alten Versprechens Martins gegenüber Willards Mutter wurde Willard noch nicht entlassen.
Willards Interesse an Ratten beginnt, als er im Garten mehrere Exemplare entdeckt. Er füttert sie und bringt ihnen Kunststücke bei. Auch spricht er mit ihnen und gibt ihnen Namen, darunter Sokrates, der sich als besonders lernfähig erweist, und Ben, hochintelligent, aber auch oftmals ungehorsam. Willards Mutter bedrängt ihn, die Ratten zu töten, fasziniert beschäftigt er sich jedoch weiter mit ihnen und richtet schließlich im Keller ein neues Zuhause für die Ratten ein. In der Folge vermehren sie sich unkontrolliert. Als Al Martin eine Feier veranstaltet, nutzt Willard mit Hilfe der Ratten die Gelegenheit, die Feier zu sprengen. Er erteilt ihnen das zuvor trainierte Kommando, Futter zu suchen, woraufhin die Ratten sich an den reich gedeckten Tischen zu schaffen machen.
Als Willards Mutter stirbt, zeigt sich, dass die Familie hoch verschuldet ist. Es ist praktisch kein Bargeld vorhanden, das Haus ist mit einer hohen Hypothek belastet, und kurzfristig sind Steuerschulden zu begleichen. Willard bemüht sich erfolglos, das Geld für die Steuerschulden aufzubringen, und die Pfändung des Hauses steht kurz bevor.
Willard bekommt während eines Gesprächs zwischen Al Martin und einem Kunden mit, dass der Kunde eine große Summe Bargeld, 8.000 US-Dollar, mit sich trägt. Mit Hilfe der Ratten gelingt es Willard, das Geld zu entwenden und so seine finanziellen Probleme zu lösen.
Nachdem Willards Kollegin, Joan Simms, auf Martins Forderung nicht eingeht, Willard davon zu überzeugen, das Haus an ihn zu verkaufen, werden sowohl Joan als auch Willard entlassen – Al Martin fühlt sich nach Henrietta Stiles' Tod nicht mehr an sein Versprechen gebunden. Martin hat die Absicht, die Villa abzureißen und dort einen neuen Wohnkomplex inklusive Parkplätzen errichten zu lassen. Nachdem Martin Sokrates tötet, steigert sich Willards Hass auf Martin weiter, und er tötet ihn mit Hilfe der nun perfekt gehorchenden Ratten.
Von nun an möchte Willard Ordnung in sein Leben bringen, einen Teil der Ratten ertränkt er. Auch trifft er sich mit Joan zum gemeinsamen Essen. Dann versucht Willard, die restlichen Ratten zu vergiften, und muss sich dabei mit deren Anführer Ben auseinandersetzen. Ben ist in der Lage, die anderen Ratten rechtzeitig vor dem vergifteten Fressen zu warnen. Unter Bens Leitung töten die Ratten schließlich Willard.

## Hintergrund
- Unter Verzicht auf Spezialeffekte oder Attrappen wurden die Szenen fast ausschließlich mit lebenden Ratten gedreht, verantwortlich war der Tiertrainer Moe Di Sesso.
- Am 19. November 1971 wurde der Film erstmals in deutschen Kinos aufgeführt. Er wurde mehrfach im Fernsehen gezeigt, weiterhin folgten Veröffentlichungen auf VHS und DVD – in einer allerdings schlechten Bild- und Tonqualität.
- In der deutschen Fassung wurde Ernest Borgnine von Hans Korte synchronisiert.[2]
- Für die Hauptdarsteller Bruce Davison und Sondra Locke war Willard jeweils der erste größere Spielfilm. Für Elsa Lanchester, die vor allem in den 1930er-Jahren durch Filme wie Frankensteins Braut bekannt wurde, war es einer ihrer letzten Auftritte.
- In den USA spielte der Film an den Kinokassen etwa 19,2 Millionen US-Dollar ein.
- Laut seiner Autobiografie wurde Ernest Borgnine die Wahl zwischen einer höheren Gage oder einer prozentualen Beteiligung an den Einnahmen gelassen. Borgnine entschied sich für die höhere Gage.

## Kritiken
„Eine Vermischung von Psycho- und Soziogramm und Horrorfabel zur gleichnishaften Spiegelung menschlicher Verhaltensweisen und Herrschaftstechniken. In der Aussage über den Zusammenhang von Gewalt, Frustration und Gegengewalt jedoch durch rein äußerlich makabre Effekte und die Umwandlung von existentiellen Spannungszuständen in hausbackene Theatralik beeinträchtigt.“

„Sehr gelungener Rattenhorror mit guter 70er Jahre Atmosphäre. Die Rolle des Willard ist mit Bruce Davison (X-Men, X-Men 2) optimal besetzt, man kann sehr gut mitfühlen, da der Film seine unglückliche Lage sehr gut ausarbeitet. Aber auch die Rolle des Bösewichts wird von Ernest Borgnine (Die Odyssee der Neptun) hervorragend verkörpert. Da hier nur echte Ratten zum Einsatz kommen und auf Spezialeffekte verzichtet wurde, kommt der Film sehr glaubwürdig rüber und dürfte bei so manchem Zuschauer eine Gänsehaut verursachen. Sowohl die Fortsetzung Ben (1972) als auch die Neuverfilmung Willard (2003) kommen nicht an dieses Meisterwerk heran, für Genrefreunde ein absolutes Pflichtprogramm.“

## Auszeichnungen
- 1972: Eddie Award – Nominierung in der Kategorie Bester Filmschnitt (Spielfilm) für Warren Low
- 1972: Edgar Allan Poe Award – Nominierung in der Kategorie Bestes Filmdrehbuch für Gilbert Ralston

## Fortsetzungen
- Mit Ben[5] folgte 1972 eine Fortsetzung, die direkt an die Handlung von Willard anknüpft.
- Eine Neuverfilmung, ebenfalls unter dem Titel Willard[6], erschien 2003 mit Crispin Glover in der Hauptrolle. Dort hat der Hauptdarsteller der Originalfassung, Bruce Davison, einen „Gastauftritt“, als er auf einem Gemälde als Willards Vater zu sehen ist.